# Ravens de Baltimore
Ne doit pas être confondu avec les Colts de Baltimore, franchise basée à Baltimore de 1953 à 1983 qui va déménager à Indianapolis et devenir les Colts d'Indianapolis.
Les Ravens de Baltimore (Baltimore Ravens en anglais) sont une franchise de la National Football League (NFL) basée à Baltimore dans le Maryland. La franchise est fondée en 1996.
Les Ravens ont connu un grand succès dans leur courte histoire, accédant aux séries éliminatoires (playoffs) à onze reprises depuis 2000, en gagnant sept titres de champion de la Division Nord (2003, 2006, 2011, 2012 2018, 2019 et 2023) et remportant deux titres de champion de Conférence AFC (2000 et 2012).
Les Ravens ont remporté deux Super Bowl : le Super Bowl XXXV (en conclusion de la saison 2000 à l'occasion de leur première apparition en playoffs) et le Super Bowl XLVII, (en conclusion de la saison 2012).

## Histoire
La franchise est fondée en 1996 dans des circonstances particulières. Elle a pour origine la volonté de Art Modell, propriétaire à l'époque des Browns de Cleveland, de déménager sa franchise à Baltimore. Cependant, les tribunaux jugent que la ville de Cleveland est la réelle propriétaire du patrimoine des Browns. Cela a pour conséquence qu'un an après la création de la franchise des Ravens à Baltimore, une autre nouvelle franchise reprenant le nom des Browns de Cleveland voit le jour en 1999 et récupère le palmarès de ces derniers (de 1945 et 1995).
Les Ravens sont, de fait, reconnus comme franchise d'expansion.
La franchise a par la suite su engranger d'importants succès, notamment grâce à des choix de draft souvent judicieux, comme les sélections de Ray Lewis en 1996, Jamal Lewis en 2000, Terrell Suggs en 2003, ou Ed Reed en 2002.
Les Ravens remportent leur premier Super Bowl en battant les Giants de New York sur le score de 34 à 7 à l'occasion de leur première apparition en séries éliminatoires à l'issue de la saison 2000.
Ils échouent deux fois de suite aux portes du Super Bowl en finale de conférence AFC:
- défaite contre les Steelers de Pittsburgh en 2008
- défaite contre les Patriots de la Nouvelle-Angleterre en 2011.

Lors de la saison 2012, après avoir affronté de nouveau les Patriots en finale de conférence (victoire 28 à 13), ils se qualifient pour le deuxième Super Bowl de leur histoire. Ils sont opposés aux 49ers de San Francisco qu'ils battent 34 à 31 à la suite d'un match riche en rebondissements. Le wide receiver des Ravens, Jacoby Jones, y établit le record du plus long jeu lors d'un Superbowl avec un retour de kickoff de 106 yards. Il devient également le premier joueur à marquer un retour de kickoff et un touchdown en réception lors d'un Superbowl. Le match est interrompu trente-six minutes en début de la seconde mi-temps à la suite d'une coupure de courant. Le quarterback Joe Flacco sera élu MVP grâce à notamment trois touchdowns inscrits à la passe.

## Identité

### Dénomination
Le nom de l'équipe est choisi en l'honneur d'Edgar Allan Poe, auteur du poème «The Raven», décédé et enterré à Baltimore. À la suite d'un sondage effectué par «The Baltimore Sun», les fans ont décidé d'adopter ce nom.

### Logo
Le premier logo de l'équipe, utilisé de 1996 à 1998, présentait des ailes de corbeau déployées à partir d'un écu comportant la lettre B encadrée par le mot Ravens. Le concepteur de ce logo était un certain Frederick E. Bouchat, artiste amateur et garde de sécurité dans le Maryland, qui avait envoyé sa création par fax après avoir appris que Baltimore était en train d'acquérir une franchise de la NFL. N'ayant pas été crédité pour la conception du logo lorsque celui-ci est présenté officiellement, Bouchat a poursuivi l'équipe par devant les tribunaux. Ceux-ci statueront en faveur de Bouchat, arguant que Modell (propriétaire de l'équipe) avait eu accès au travail de Bouchat. Finalement, ce dernier recevra trois dollars de dommages et intérêts.
Le Baltimore Sun a par la suite édité trois dessins soumis aux votes du public en vue de choisir un logo à apposer sur les casques. Les fans ayant participé au scrutin choisissent le modèle présentant la tête d'un corbeau de profil. Art Modell, propriétaire de la franchise à l'époque, déclare qu'il va respecter ce choix, mais exige néanmoins que la lettre B apparaisse quelque part dans le nouveau logo. C'est ainsi que le nouveau logo présent sur les casques représente la tête d'un corbeau de profil avec la lettre B en superposé.
L'équipe possède également un logo secondaire, notamment floqué au milieu du terrain du M&T Bank Stadium. Il représente un bouclier et honore l'histoire héraldique des lieux en incluant des éléments qui se retrouvent sur les drapeaux de Baltimore et de l'État du Maryland, ainsi que les lettres R et B des Ravens de Baltimore.

## Palmarès
- Super Bowl (2) : 2000 (XXXV), 2012 (XLVII) ;
- Champion de Conférence AFC (2) : 2000, 2012 ;
- Champion de division AFC Nord (8) : 2003, 2006, 2011, 2012, 2018, 2019, 2023 et 2024.

## Bilan saison par saison
| Saison | Vic.                                                     | Déf.                                                     | Nuls                                                     | Classement                                                        | Séries éliminatoires |
| ------ | -------------------------------------------------------- | -------------------------------------------------------- | -------------------------------------------------------- | ----------------------------------------------------------------- | --- |
| 1996   | 04                                                       | 12                                                       | 0                                                        | 5e AFC Central                                                    | -- |
| 1997   | 06                                                       | 09                                                       | 1                                                        | 4e AFC Central                                                    | -- |
| 1998   | 06                                                       | 10                                                       | 0                                                        | 4e AFC Central                                                    | -- |
| 1999   | 08                                                       | 08                                                       | 0                                                        | 3e AFC Central                                                    | -- |
| 2000   | 12                                                       | 04                                                       | 0                                                        | 2e AFC Central                                                    | Victoire en tour de Wild Card (Broncos de Denver) 21–3 Victoire en tour de Division (chez les Titans du Tennessee) 24–10 Victoire en finale de conférence AFC (chez les Raiders d'Oakland) 16–3 Victoire au Super Bowl XXXV (Giants de New York) 34-7                                |
| 2001   | 10                                                       | 06                                                       | 0                                                        | 2e AFC Central                                                    | Victoire en tour de Wild Card (chez les Dolphins de Miami) 20–3 Défaite en tour de Division (chez les Steelers de Pittsburgh) 10–27 |
| 2002   | 07                                                       | 09                                                       | 0                                                        | 3e AFC North                                                      | -- |
| 2003   | 10                                                       | 06                                                       | 0                                                        | 1er AFC North                                                     | Défaite en tour de Wild Card (Titans du Tennessee) 17–20 |
| 2004   | 09                                                       | 07                                                       | 0                                                        | 2e AFC North                                                      | -- |
| 2005   | 06                                                       | 10                                                       | 0                                                        | 3e AFC North                                                      | -- |
| 2006   | 13                                                       | 03                                                       | 0                                                        | 1er AFC North                                                     | Défaite en tour de Division (Colts d'Indianapolis) 6–15 |
| 2007   | 05                                                       | 11                                                       | 0                                                        | 4e AFC North                                                      | -- |
| 2008   | 11                                                       | 05                                                       | 0                                                        | 2e AFC North                                                      | Victoire en tour de Wild Card (chez les Dolphins de Miami) 27–9 Victoire en tour de Division (chez les Titans du Tennessee) 13–10 Défaite en finale de conférence (chez les Steelers de Pittsburgh) 14–23                                                                            |
| 2009   | 09                                                       | 07                                                       | 0                                                        | 2e AFC North                                                      | Victoire en tour de Wild Card (chez les Patriots de la Nouvelle-Angleterre) 33–14 Défaite en tour de Division (chez les Colts d'Indianapolis) 3–20 |
| 2010   | 12                                                       | 04                                                       | 0                                                        | 2e AFC North                                                      | Victoire en tour de Wild Card (chez les Chiefs de Kansas City) 30–7 Défaite en tour de Division (chez les Steelers de Pittsburgh) 24–31 |
| 2011   | 12                                                       | 04                                                       | 0                                                        | 1er AFC North                                                     | Victoire en tour de Division (Texans de Houston) 20–13 Défaite en finale de conférence (chez les Patriots de la Nouvelle-Angleterre) 20–23 |
| 2012   | 10                                                       | 06                                                       | 0                                                        | 1er AFC North                                                     | Victoire en tour de Wild Card (Colts d'Indianapolis) 24–9 Victoire en tour de Division (chez les Broncos de Denver) 38–35 (2ET) Victoire en finale de conférence AFC (chez les Patriots de la Nouvelle-Angleterre) 28–13 Victoire au Super Bowl XLVII (49ers de San Francisco) 34-31 |
| 2013   | 08                                                       | 08                                                       | 0                                                        | 3e AFC North                                                      | -- |
| 2014   | 10                                                       | 06                                                       | 0                                                        | 3e AFC North                                                      | Victoire en tour de Wild Card (chez les Steelers de Pittsburgh) 30–17 Défaite en tour de Division (chez le Patriots de la Nouvelle-Angleterre) 31–35 |
| 2015   | 05                                                       | 11                                                       | 0                                                        | 3e AFC North                                                      | -- |
| 2016   | 08                                                       | 08                                                       | 0                                                        | 2e AFC North                                                      | -- |
| 2017   | 09                                                       | 07                                                       | 0                                                        | 2e AFC North                                                      | -- |
| 2018   | 10                                                       | 06                                                       | 0                                                        | 1er AFC North                                                     | Défaite en tour de Wild Card (Chargers de Los Angeles) 17-23 |
| 2019   | 14                                                       | 02                                                       | 0                                                        | 1er AFC North                                                     | Défaite en tour de Division (Titans du Tennessee) 12-28 |
| 2020   | 11                                                       | 05                                                       | 0                                                        | 2e AFC North                                                      | Victoire en tour de Wild Card (chez les Titans du Tennessee) 20–13 Défaite en tour de Division (chez les Bills de Buffalo) 3–17 |
| 2021   | 08                                                       | 09                                                       | 0                                                        | 4e AFC North                                                      | -- |
| 2022   | 10                                                       | 07                                                       | 0                                                        | 2e AFC North                                                      | Défaite en tour de Wild Card (chez les Bengals de Cincinnati) 17-24 |
| 2023   | 13                                                       | 04                                                       | 0                                                        | 1er AFC North                                                     | Victoire en tour de Division (Texans de Houston) 34-10 Défaite en finale de conférence AFC (Chiefs de Kansas City) 10-17 |
| 2024   | 12                                                       | 5                                                        | 0                                                        | 1er AFC North                                                     | Victoire en tour de Wild Card (chez les Steelers de Pittsburg) 28–14 Défaite en tour de Division (chez les Bills de Buffalo) 25–27 |
| 2025   | Ne rien indiquer avant la fin complète de la saison 2025 | Ne rien indiquer avant la fin complète de la saison 2025 | Ne rien indiquer avant la fin complète de la saison 2025 | Ne rien indiquer avant la fin complète de la saison 2025          | Ne rien indiquer avant la fin complète de la saison 2025 |
| Totaux | 268                                                      | 199                                                      | 1                                                        | Saisons régulières (8 titres de division, 2 titres de conférence) | Saisons régulières (8 titres de division, 2 titres de conférence) |
| Totaux | '18                                                      | 14                                                       | -                                                        | Séries éliminatoires                                              | Séries éliminatoires |
| Totaux | 286                                                      | 213                                                      | 1                                                        | Saisons régulières + séries éliminatoires (2 Super Bowls)         | Saisons régulières + séries éliminatoires (2 Super Bowls) |